# Andrzej Krzeptowski (Skisportler, 1903)
Andrzej Krzeptowski (* 29. Juli 1903 in Zakopane; † 26. Februar 1945 in Krakau) war ein polnischer Skisportler.

## Werdegang
Krzeptowski erzielte seine ersten Erfolge 1922, als er sowohl Polnischer Meister in der Nordischen Kombination als auch im Skilanglauf über 18 km wurde und darüber hinaus als Zweiter hinter Aleksander Rozmus den Meistertitel im Skispringen knapp verpasste. Ein Jahr später gewann er den Polnischen Meistertitel nicht nur im Skispringen und der Nordischen Kombination, sondern ebenso in der alpinen Disziplin Slalom.
Bei den Olympischen Winterspielen 1924 in Chamonix-Mont-Blanc startete Krzeptowski im Skispringen, der Nordischen Kombination und im Skilanglauf. Im Skispringen von der Normalschanze erreichte er mit Sprüngen auf 33 und 32 Meter den 21. Platz. In der Nordischen Kombination belegte er im Einzel den 19. Platz. Den Wettbewerb im Skilanglauf über 18 km beendete er auf dem 28. Platz.
Nur kurz nach den Olympischen Winterspielen gewann Krzeptowski zum zweiten Mal die Polnische Meisterschaft im Skilanglauf über 18 km. Im Jahr 1926 gewann er erneut den Meistertitel im Skispringen als auch in der Nordischen Kombination. 1927 holte er sich in denselben Disziplinen die Bronzemedaille.
Bei den Olympischen Winterspielen 1928 in St. Moritz, an denen auch sein gleichnamiger Cousin Andrzej Krzeptowski im Skilanglauf teilnahm, startete er ausschließlich im Skispringen und erreichte dabei den 27. Platz. Bei der Nordischen Skiweltmeisterschaft 1929 in seiner Heimatstadt Zakopane erreichte er im Skispringen von der Normalschanze den 27. Platz. Im gleichen Jahr gewann er den Polnischen Meistertitel in der Skilanglaufstaffel über 4 × 10 km sowie den Vizemeistertitel in der Abfahrt.

## Nach der Karriere
Während der deutschen Besetzung Polens im Zweiten Weltkrieg arbeitete er beim Goralischen Komitee mit, das mit den Besatzern zusammenarbeitete und unter der Leitung seines Cousins Wacław Krzeptowski stand. Er starb als Häftling des NKWD in einem Krakauer Krankenhaus; als Todesursache wurde die Selbsteinnahme von Gift angegeben.